# Pelargoderus fulvoirroratus
Pelargoderus fulvoirroratus är en skalbaggsart som först beskrevs av Blanchard 1855.  Pelargoderus fulvoirroratus ingår i släktet Pelargoderus och familjen långhorningar. Inga underarter finns listade i Catalogue of Life.